# 레이디 어맨다 엘링워스
레이디 어맨다 패트리샤 빅토리아 엘링워스(Lady Amanda Patricia Victoria Ellingworth, 1957년 6월 26일 ~ )는 1957년에서 1979년 사이에 어맨다 내치불로 불린 영국의 사회복지사이다. 그녀의 초기 경력에서 그녀는 아동 서비스와 아동 보호를 전문으로 했다. 그녀는 그 이후 취약한 사람들, 특히 어린이들과 함께 일하면서, 의장직이나 이사직 포트폴리오를 보유하고 있다. 그녀는 플랜 인터내셔널, 바나르도스, 그레이트 오몬드 스트리트 병원 및 기타 기관의 이사이다. 그녀의 이전 역할은 다음과 같다: 칼데콧 재단의 의장, 기네스 파트너십의 의장, 기네스 케어 및 지원의 창립 의장, 여빌 병원의 부회장.
그녀는 찰스 3세의 6촌이다. 제1대 마운트배튼오브버마 백작 루이 마운트배튼의 외손녀이며, 마운트배튼의 할머니인 딸 영국 공주 앨리스를 통해 빅토리아 여왕의 후손이다.